# Hugh Trefusis Brassey
Sir Hugh Trefusis Brassey (5 ottobre 1915 – 10 aprile 1990) è stato un ufficiale inglese.

## Biografia
Era il figlio del tenente-colonnello Edgar Hugh Brassey, nipote di Henry Arthur Brassey, e di sua moglie, Margaret Harriet Trefusis, figlia di Walter Rodolph Trefusis. Studiò a Eton College e al Royal Military College di Sandhurst.

## Carriera
Entrò nel Royal Scots Greys come sottotenente nel 1935. Durante la seconda guerra mondiale, è stato coinvolto nella campagna di Siria (1941) e nella battaglia di El Alamein l'anno successivo. Ha preso parte agli sbarchi Salerno del 1943 e anche nei sbarco in Normandia nel 1944. Dopo la guerra venne trasferito come tenente colonnello nel Royal Wiltshire Yeomanry nel 1955.
Fu aiutante di campo della regina Elisabetta II nel 1964, un incarico che ha ricoperto per cinque anni. Nel 1974 fu nominato colonnello dei Royal Scots Dragoon Guards.
Entrò nella Yeomen of the Guard nel 1964 e venne nominato a tenente nel 1979. Si ritirò nel 1985.
È stato High Sheriff of Wiltshire nel 1959 e ha rappresentato la contea anche come giudice di pace. È stato vice tenente nel 1956, Vice Lord Luogotenente nel 1968 e Lord Luogotenente di Wiltshire (1981-1989).

## Matrimonio
Sposò, il 18 luglio 1939, Joyce Patricia Kingscote (17 marzo 1917-10 gennaio 2006), figlia del capitano Maurice John Kingscote. Ebbero cinque figli:
- Fiona Gillian (31 gennaio 1942-26 febbraio 1958);
- Antony Hugh Owen (5 gennaio 1945), sposò Sarah Burgoyne, ebbero due figli;
- Jane Margaret (8 maggio 1946), sposò James Morrison Rogers, ebbero due figli;
- Sarah Patricia (20 luglio 1949), sposò John Moorehead, ebbero due figli;
- Kim Maurice (27 marzo 1955), sposò in prime nozze Alison Sarah Cracknell, ebbero due figlie, e in seconde nozze Joanna Gowans, ebbero due figli.

## Ascendenza
|                                      |                                      |                                                   | Genitori                                    |  |  | Nonni |  |  | Bisnonni       |  |  | Trisnonni    |  |
|                                      |                                      |                                                   |                                             |  |  |       |  |  | Thomas Brassey |  |  | John Brassey |  |
|                                      |                                      |                                                   |                                             |  |  |       |  |  | Thomas Brassey |  |  | John Brassey |  |
|                                      |                                      | Elizabeth Perceval                                |                                             |  |  |       |  |  | Thomas Brassey |  |  |              |  |
| Henry Brassey                        |                                      |                                                   |                                             |  |  |       |  |  | Thomas Brassey |  |  |              |  |
|                                      |                                      | Maria Farringdon Harrison                         | Thomas Harrison                             |  |  |       |  |  |                |  |  |              |  |
|                                      |                                      | Maria Farringdon Harrison                         | Thomas Harrison                             |  |  |       |  |  |                |  |  |              |  |
|                                      |                                      | Maria Farringdon Harrison                         | …                                           |  |  |       |  |  |                |  |  |              |  |
| Edgar Hugh Brassey                   |                                      | Maria Farringdon Harrison                         |                                             |  |  |       |  |  |                |  |  |              |  |
|                                      |                                      | George Robert Stevenson                           | …                                           |  |  |       |  |  |                |  |  |              |  |
|                                      |                                      | George Robert Stevenson                           | …                                           |  |  |       |  |  |                |  |  |              |  |
|                                      |                                      | George Robert Stevenson                           | …                                           |  |  |       |  |  |                |  |  |              |  |
| Anna Harriet Stevenson               |                                      | George Robert Stevenson                           |                                             |  |  |       |  |  |                |  |  |              |  |
|                                      |                                      | …                                                 | …                                           |  |  |       |  |  |                |  |  |              |  |
|                                      |                                      | …                                                 | …                                           |  |  |       |  |  |                |  |  |              |  |
|                                      |                                      | …                                                 | …                                           |  |  |       |  |  |                |  |  |              |  |
| Hugh Trefusis Brassey                |                                      | …                                                 |                                             |  |  |       |  |  |                |  |  |              |  |
|                                      | Charles Trefusis, XIX barone Clinton | Robert Trefusis, XVII barone Clinton              |                                             |  |  |       |  |  |                |  |  |              |  |
|                                      | Charles Trefusis, XIX barone Clinton | Robert Trefusis, XVII barone Clinton              |                                             |  |  |       |  |  |                |  |  |              |  |
|                                      | Charles Trefusis, XIX barone Clinton | Albertina Gaulis                                  |                                             |  |  |       |  |  |                |  |  |              |  |
| Walter Trefusis                      | Charles Trefusis, XIX barone Clinton |                                                   |                                             |  |  |       |  |  |                |  |  |              |  |
|                                      |                                      | Elizabeth Kerr                                    | William Kerr, VI marchese di Lothian        |  |  |       |  |  |                |  |  |              |  |
|                                      |                                      | Elizabeth Kerr                                    | William Kerr, VI marchese di Lothian        |  |  |       |  |  |                |  |  |              |  |
|                                      |                                      | Elizabeth Kerr                                    | Harriet Scott                               |  |  |       |  |  |                |  |  |              |  |
| Margaret Harriet Trefusis            |                                      | Elizabeth Kerr                                    |                                             |  |  |       |  |  |                |  |  |              |  |
|                                      |                                      | Walter Montagu Douglas Scott, V duca di Buccleuch | Charles Montagu-Scott, IV duca di Buccleuch |  |  |       |  |  |                |  |  |              |  |
|                                      |                                      | Walter Montagu Douglas Scott, V duca di Buccleuch | Charles Montagu-Scott, IV duca di Buccleuch |  |  |       |  |  |                |  |  |              |  |
|                                      |                                      | Walter Montagu Douglas Scott, V duca di Buccleuch | Harriet Townshend                           |  |  |       |  |  |                |  |  |              |  |
| Mary Charlotte Montagu Douglas Scott |                                      | Walter Montagu Douglas Scott, V duca di Buccleuch |                                             |  |  |       |  |  |                |  |  |              |  |
|                                      |                                      | Charlotte Anne Thynne                             | Thomas Thynne, II marchese di Bath          |  |  |       |  |  |                |  |  |              |  |
|                                      |                                      | Charlotte Anne Thynne                             | Thomas Thynne, II marchese di Bath          |  |  |       |  |  |                |  |  |              |  |
|                                      |                                      | Charlotte Anne Thynne                             | Isabella Elizabeth Byng                     |  |  |       |  |  |                |  |  |              |  |
|                                      |                                      | Charlotte Anne Thynne                             |                                             |  |  |       |  |  |                |  |  |              |  |